# Murad Ozdojew
Murad Ozdojew (ros. Мурад Оздоев, ur. 15 marca 1922 w Nazraniu, zm. 25 lutego 1999 tamże) – radziecki pilot wojskowy, młodszy porucznik lotnictwa, Bohater Federacji Rosyjskiej (1995).

## Życiorys
Był Inguszem. Po ukończeniu szkoły przeniósł się do miasta Grozny, gdzie pracował w różnych przedsiębiorstwach i ukończył szkolenie w miejscowym aeroklubie. 
Od 1940 służył w Armii Czerwonej, w 1943 ukończył Armawirską Wojskową Wyższą Szkołę Lotniczą Pilotów Obrony Powietrznej w Armawirze. 
Od kwietnia 1943 uczestniczył w wojnie z Niemcami, walczył w składzie 431 pułku lotnictwa myśliwskiego 315 Dywizji Lotnictwa Myśliwskiego na Froncie Briańskim i potem 2 Nadbałtyckim, pilotując samolot Jak-7B. W walce powietrznej 8 maja 1943 strącił samolot rozpoznawczy Focke-Wulf Fw 189 znany jako Rama, za co został odznaczony orderem. 12 lipca 1943 odniósł dwa zwycięstwa, strącając dwa myśliwce Focke-Wulf Fw 190. 25 stycznia 1944 w okolicach stacji kolejowej Majewo w rejonie nowosokoliczeskim w obwodzie pskowskim wykonał swój ostatni lot bojowy, podczas którego został zestrzelony i ranny, po czym dostał się do niewoli. Uznany za poległego, został przedstawiony do pośmiertnego odznaczenia Orderem Wojny Ojczyźnianej I klasy za wykonanie 69 lotów bojowych, stoczenie 16 walk powietrznych i strącenie osobiście trzech samolotów wroga. Przebywał w niemieckim obozie jenieckim w Łodzi i później w czeskich Sudetach. Dwukrotnie podejmował nieudaną próbę ucieczki, za co został ciężko pobity. 8 maja 1945 obóz, w którym przebywał, został wyzwolony przez Armię Czerwoną. Po przejściu weryfikacji w czerwcu 1945 powrócił do swojego pułku jako dowódca klucza, jednak w styczniu 1946 został zwolniony z armii i następnie deportowany tak jak inni Ingusze do obwodu akmolińskiego, skąd wrócił w 1957. Po powrocie z deportacji mieszkał w Nazraniu.

## Odznaczenia
- Bohater Federacji Rosyjskiej (8 maja 1995)
- Order Czerwonego Sztandaru (18 kwietnia 1943)
- Order Wojny Ojczyźnianej I klasy (30 kwietnia 1944)
- Order Wojny Ojczyźnianej II klasy (11 marca 1985)
- Order Czerwonej Gwiazdy (9 maja 1943)

I medale.